# Višňová, Jindřichův Hradec
Višňová là một làng thuộc huyện Jindřichův Hradec, vùng Jihočeský, Cộng hòa Séc.